# Главное управление на транспорте МВД России
Главное управление МВД России на транспорте  (Транспортная полиция) — структурное подразделение центрального аппарата МВД России. Обеспечивает и осуществляет обеспечение правопорядка на объектах железнодорожного, водного и воздушного транспорта.

## История

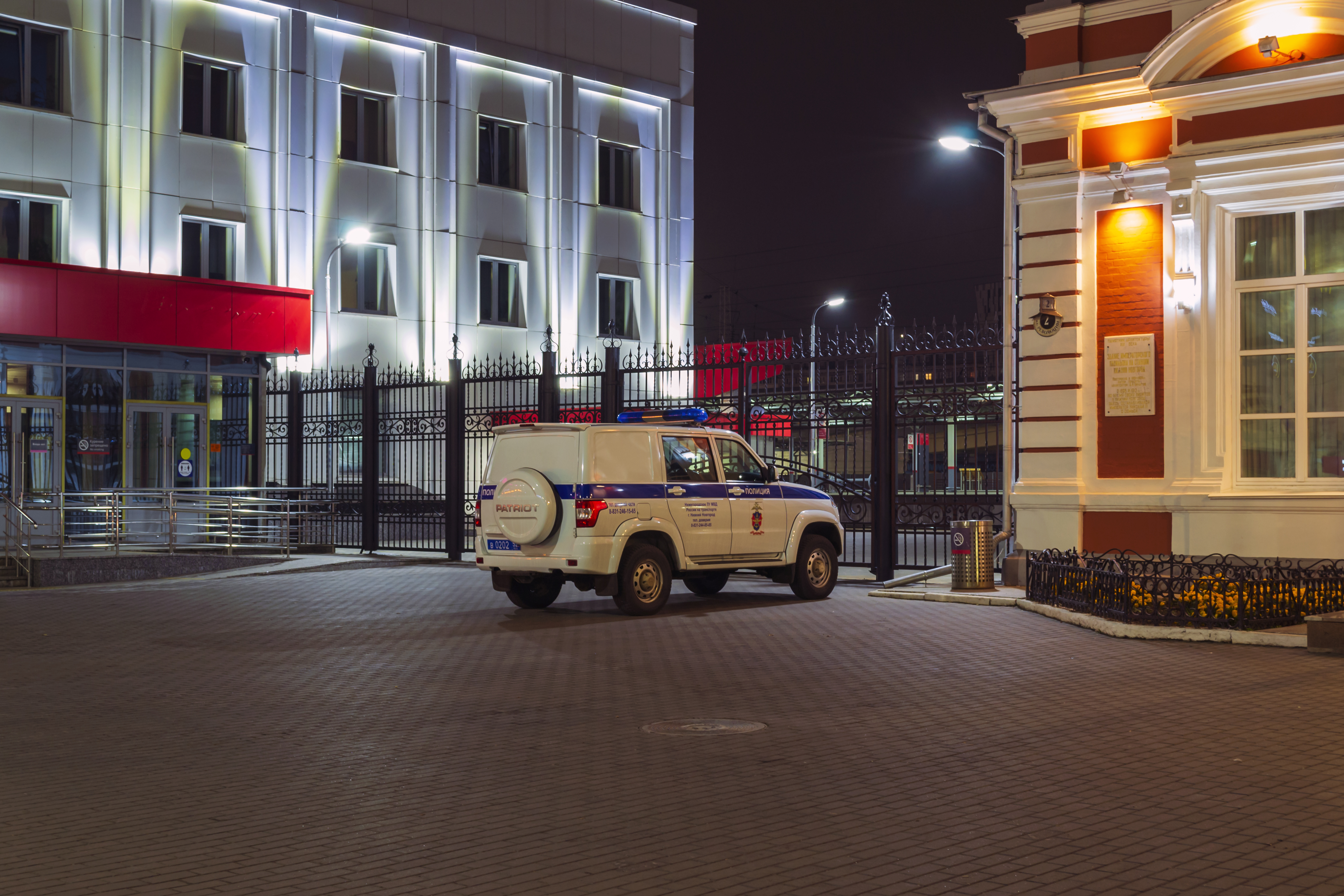
Служебный автомобиль УАЗ Патриот на Московском вокзале в Нижнем Новгороде

Отсчет времени деятельности транспортной милиции в настоящее время принято вести от 18 февраля 1919 года — дня принятия Декрета ВЦИК «Об организации железнодорожной милиции и железнодорожной охраны» и утверждения «Положения о рабоче-крестьянской железнодорожной милиции», которыми транспортной милиции вменялись обязанности от борьбы с преступностью и обороны в случаях нападения до контроля за уборкой подвижного состава и организации очистки железнодорожных путей
Сотрудники транспортной милиции с первых лет её создания были на самом переднем крае борьбы с преступностью, за целостность и стабильность экономического развития государства.
Так, в трудные годы гражданской войны и иностранной интервенции отряды железнодорожной милиции обеспечивали охрану хлебных грузов, вели борьбу с бандами, совершавшими налеты на поезда, очищали дорогу от мешочников, изымали с объектов транспорта беспризорных детей, пресекали действия хулиганов, воров, мошенников.
Примерно в это же время создавалась революционная речная милиция. Декретом совета народных комиссаров от 25 июля 1918 года «Об учреждении речной милиции» были созданы Отделы речной милиции в губерниях и уездах по территориальности. В 1920 году территориальный принцип заменен линейным, милиция организовывалась по бассейнам водных путей (речных и морских) и получила название водной милиции.